# Dimitri Payet
Florent Dimitri Payet (Saint-Pierre, 29 maart 1987) is een Frans voetballer die doorgaans als rechter- of linkermiddenvelder speelt. Hij tekende in augustus 2023 een contract bij Vasco da Gama,dat hem overnam van Olympique Marseille. Payet debuteerde in 2010 in het Frans voetbalelftal.

## Clubcarrière
Payet werd geboren in Saint-Pierre in het Franse overzeese departement Réunion. Hij maakte op 19 december 2005 zijn debuut op het hoogste niveau toen hij met FC Nantes aantrad tegen Girondins Bordeaux. In juli 2007 tekende Payet een vierjarig contract bij Saint-Étienne. Les Verts betaalden vier miljoen euro voor de vleugelspeler. In totaal speelde Payet vier seizoenen voor Saint-Étienne, waarin hij 129 competitiewedstrijden speelde en negentien doelpunten maakte. Op 28 juni 2011 tekende Payet een vierjarig contract bij kersvers landskampioen Lille OSC, dat negen miljoen euro voor hem betaalde. In zijn eerste seizoen maakte hij vijf doelpunten in 28 wedstrijden voor le LOSC. Payet verruilde Lille OSC in 2013 voor Olympique Marseille, waarvoor hij eveneens twee seizoenen speelde. Hij tekende in juni 2015 vervolgens een contract tot medio 2020 bij West Ham United, dat circa €14.000.000,- voor hem betaalde aan Marseille en zijn eerste club buiten Frankrijk werd. In januari 2017 ging hij van West Ham United terug naar Olympique Marseille. In de zomer van 2023 verkaste hij naar het Braziliaanse Vasco da Gama.

## Clubstatistieken
| Seizoen     | Club                | Competitie     | Competitie | Competitie | Beker | Beker | Europees | Europees | Supercup | Supercup | Totaal | Totaal |
| Seizoen     | Club                | Competitie     | Wed.       | Dlp.       | Wed.  | Dlp.  | Wed.     | Dlp.     | Wed.     | Dlp.     | Wed.   | Dlp.   |
| ----------- | ------------------- | -------------- | ---------- | ---------- | ----- | ----- | -------- | -------- | -------- | -------- | ------ | ------ |
| 2005/06     | FC Nantes           | Ligue 1        | 3          | 1          | 0     | 0     | —        | —        | —        | —        | 3      | 1      |
| 2006/07     | FC Nantes           | Ligue 1        | 30         | 4          | 1     | 0     | —        | —        | —        | —        | 31     | 4      |
| Club Totaal | Club Totaal         | Club Totaal    | 33         | 5          | 1     | 0     | 0        | 0        | 0        | 0        | 34     | 5      |
| 2007/08     | AS Saint-Étienne    | Ligue 1        | 31         | 0          | 0     | 0     | —        | —        | —        | —        | 31     | 0      |
| 2008/09     | AS Saint-Étienne    | Ligue 1        | 30         | 4          | 2     | 0     | 10       | 3        | —        | —        | 42     | 7      |
| 2009/10     | AS Saint-Étienne    | Ligue 1        | 35         | 2          | 6     | 3     | —        | —        | —        | —        | 41     | 5      |
| 2010/11     | AS Saint-Étienne    | Ligue 1        | 33         | 13         | 1     | 0     | —        | —        | —        | —        | 34     | 13     |
| Club Totaal | Club Totaal         | Club Totaal    | 129        | 19         | 9     | 3     | 10       | 3        | 0        | 0        | 148    | 25     |
| 2011/12     | Lille OSC           | Ligue 1        | 33         | 6          | 5     | 0     | 4        | 0        | 1        | 0        | 43     | 6      |
| 2012/13     | Lille OSC           | Ligue 1        | 38         | 12         | 6     | 1     | 8        | 0        | —        | —        | 52     | 13     |
| Club Totaal | Club Totaal         | Club Totaal    | 71         | 18         | 11    | 1     | 12       | 0        | 1        | 0        | 95     | 19     |
| 2013/14     | Olympique Marseille | Ligue 1        | 36         | 8          | 4     | 0     | 5        | 0        | —        | —        | 45     | 8      |
| 2014/15     | Olympique Marseille | Ligue 1        | 36         | 7          | 2     | 0     | —        | —        | —        | —        | 38     | 7      |
| Club Totaal | Club Totaal         | Club Totaal    | 72         | 15         | 6     | 0     | 5        | 0        | 0        | 0        | 83     | 15     |
| 2015/16     | West Ham United     | Premier League | 30         | 9          | 7     | 3     | 1        | 0        | —        | —        | 38     | 12     |
| 2016/17     | West Ham United     | Premier League | 18         | 2          | 4     | 1     | 0        | 0        | —        | —        | 22     | 3      |
| Club Totaal | Club Totaal         | Club Totaal    | 48         | 11         | 11    | 4     | 1        | 0        | 0        | 0        | 60     | 15     |
| 2016/17     | Olympique Marseille | Ligue 1        | 15         | 4          | 2     | 1     | —        | —        | —        | —        | 17     | 5      |
| 2017/18     | Olympique Marseille | Ligue 1        | 31         | 6          | 2     | 1     | 14       | 3        | —        | —        | 47     | 10     |
| 2018/19     | Olympique Marseille | Ligue 1        | 31         | 4          | 2     | 0     | 5        | 2        | —        | —        | 38     | 6      |
| 2019/20     | Olympique Marseille | Ligue 1        | 22         | 9          | 5     | 3     | —        | —        | —        | —        | 27     | 12     |
| 2020/21     | Olympique Marseille | Ligue 1        | 33         | 7          | 1     | 0     | 6        | 2        | 1        | 1        | 41     | 10     |
| 2021/22     | Olympique Marseille | Ligue 1        | 31         | 12         | 4     | 0     | 11       | 4        | —        | —        | 46     | 16     |
| Club Totaal | Club Totaal         | Club Totaal    | 235        | 57         | 22    | 5     | 41       | 11       | 1        | 1        | 299    | 74     |
| Totaal      | Totaal              | Totaal         | 516        | 110        | 54    | 13    | 64       | 14       | 2        | 1        | 636    | 138    |

## Interlandcarrière
Frans bondscoach Laurent Blanc riep Payet voor het eerst op voor de EK-kwalificatiewedstrijden tegen Roemenië en Luxemburg. Hij debuteerde op 9 oktober 2011, tegen Roemenië, als invaller voor Karim Benzema. Hij gaf de assist bij de 2–0 van Yoann Gourcuff. Drie dagen later viel hij het laatste halfuur in tegen Luxemburg en gaf hij opnieuw een assist aan Gourcuff. Op 17 november 2011 viel hij in een oefeninterland tegen Engeland in voor Florent Malouda. Sinds medio 2013 is Payet een vaste waarde in de selectie van Frankrijk, hoewel voor het WK 2014 geen beroep op hem werd gedaan. Op 12 mei 2016 werd Payet opgenomen in de selectie voor het Europees kampioenschap in eigen land. In de openingswedstrijd tegen Roemenië werd hij de man van de wedstrijd door een assist te geven op Olivier Giroud. Later maakte hij in de 89ste minuut het winnende doelpunt voor Frankrijk (2–1). Deze goal schoot hij met zijn linker in de kruising. Payet ontbrak in de 23-koppige selectie van Les Bleus voor het WK voetbal 2018 in Rusland, net als Alexandre Lacazette (Arsenal), Anthony Martial (Manchester United), Karim Benzema (Real Madrid) en Lucas Digne (FC Barcelona). Payet raakte geblesseerd in de UEFA Europa League-finale tegen Atlético Madrid (3-0), op woensdag 16 mei. "Hij was een serieuze kandidaat voor mijn WK-selectie", liet Deschamps weten. "Maar het herstel voor zo'n spierblessure vergt meestal drie weken. Bovendien bestaat het gevaar dat je daarna opnieuw geblesseerd raakt. Uiterlijk 4 juni moet ik mijn definitieve WK-selectie bij de FIFA indienen en dat is voor hem te vroeg."
| Interlands van Dimitri Payet voor Frankrijk | Interlands van Dimitri Payet voor Frankrijk | Interlands van Dimitri Payet voor Frankrijk | Interlands van Dimitri Payet voor Frankrijk | Interlands van Dimitri Payet voor Frankrijk | Interlands van Dimitri Payet voor Frankrijk |
| №                                           | Datum                                       | Wedstrijd                                   | Uitslag                                     | Competitie                                  | Goals                                       |
| Als speler van AS Saint-Étienne             | Als speler van AS Saint-Étienne             | Als speler van AS Saint-Étienne             | Als speler van AS Saint-Étienne             | Als speler van AS Saint-Étienne             | Als speler van AS Saint-Étienne             |
| ------------------------------------------- | ------------------------------------------- | ------------------------------------------- | ------------------------------------------- | ------------------------------------------- | ------------------------------------------- |
| 1                                           | 09.10.2010                                  | Frankrijk – Roemenië                        | 2–0                                         | EK-kwalificatie                             |                                             |
| 2                                           | 12.10.2010                                  | Frankrijk – Luxemburg                       | 2–0                                         | EK-kwalificatie                             |                                             |
| 3                                           | 17.11.2010                                  | Engeland – Frankrijk                        | 1–2                                         | Vriendschappelijk                           |                                             |
| Als speler van Lille OSC                    |                                             |                                             |                                             |                                             |                                             |
| 4                                           | 05.06.2013                                  | Uruguay – Frankrijk                         | 1–0                                         | Vriendschappelijk                           |                                             |
| 5                                           | 09.06.2013                                  | Brazilië – Frankrijk                        | 3–0                                         | Vriendschappelijk                           |                                             |
| Als speler van Olympique Marseille          |                                             |                                             |                                             |                                             |                                             |
| 6                                           | 14.08.2013                                  | België – Frankrijk                          | 0–0                                         | Vriendschappelijk                           |                                             |
| 7                                           | 10.09.2013                                  | Wit-Rusland – Frankrijk                     | 2–4                                         | WK-kwalificatie                             |                                             |
| 8                                           | 11.10.2014                                  | Frankrijk – Portugal                        | 2–1                                         | Vriendschappelijk                           |                                             |
| 9                                           | 14.10.2014                                  | Armenië – Frankrijk                         | 0–3                                         | Vriendschappelijk                           |                                             |
| 10                                          | 14.10.2014                                  | Frankrijk – Albanië                         | 1–1                                         | Vriendschappelijk                           |                                             |
| 11                                          | 18.11.2014                                  | Frankrijk – Zweden                          | 1–0                                         | Vriendschappelijk                           |                                             |
| 12                                          | 26.03.2015                                  | Frankrijk – Brazilië                        | 1–3                                         | Vriendschappelijk                           |                                             |
| 13                                          | 29.03.2015                                  | Frankrijk – Denemarken                      | 2–0                                         | Vriendschappelijk                           |                                             |
| 14                                          | 07.06.2015                                  | Frankrijk – België                          | 3–4                                         | Vriendschappelijk                           | Goal                                        |
| 15                                          | 13.06.2015                                  | Albanië – Frankrijk                         | 1–0                                         | Vriendschappelijk                           |                                             |
| Als speler van West Ham United              |                                             |                                             |                                             |                                             |                                             |
| 16                                          | 25.03.2016                                  | Nederland – Frankrijk                       | 2–3                                         | Vriendschappelijk                           |                                             |
| 17                                          | 29.03.2016                                  | Frankrijk – Rusland                         | 4–2                                         | Vriendschappelijk                           | Goal                                        |
| 18                                          | 30.05.2016                                  | Frankrijk – Kameroen                        | 3–2                                         | Vriendschappelijk                           | Goal                                        |
| 19                                          | 04.06.2016                                  | Frankrijk – Schotland                       | 3–0                                         | Vriendschappelijk                           |                                             |
| 20                                          | 10.06.2016                                  | Frankrijk – Roemenië                        | 2–1                                         | EK-eindronde                                | Goal                                        |
| 21                                          | 15.06.2016                                  | Frankrijk – Albanië                         | 2–0                                         | EK-eindronde                                | Goal                                        |
| 22                                          | 19.06.2016                                  | Zwitserland – Frankrijk                     | 0–0                                         | EK-eindronde                                |                                             |
| 23                                          | 26.06.2016                                  | Frankrijk – Ierland                         | 2–1                                         | EK-eindronde                                |                                             |
| 24                                          | 03.07.2016                                  | Frankrijk – IJsland                         | 5–2                                         | EK-eindronde                                | Goal                                        |
| 25                                          | 07.07.2016                                  | Duitsland – Frankrijk                       | 0–2                                         | EK-eindronde                                |                                             |
| 26                                          | 10.07.2016                                  | Portugal – Frankrijk                        | 1–0                                         | EK-eindronde                                |                                             |
| 27                                          | 01.09.2016                                  | Italië – Frankrijk                          | 1–3                                         | Vriendschappelijk                           |                                             |
| 28                                          | 06.09.2016                                  | Wit-Rusland – Frankrijk                     | 0–0                                         | WK-kwalificatie                             |                                             |
| 29                                          | 07.10.2016                                  | Frankrijk – Bulgarije                       | 4–1                                         | WK-kwalificatie                             | Goal                                        |
| 30                                          | 10.10.2016                                  | Nederland – Frankrijk                       | 0–1                                         | WK-kwalificatie                             |                                             |
| 31                                          | 11.11.2016                                  | Frankrijk – Zweden                          | 2–1                                         | WK-kwalificatie                             | Goal                                        |
| 32                                          | 15.11.2016                                  | Frankrijk – Ivoorkust                       | 0–0                                         | Vriendschappelijk                           |                                             |
| Als speler van Olympique Marseille          |                                             |                                             |                                             |                                             |                                             |
| 33                                          | 25.03.2017                                  | Luxemburg – Frankrijk                       | 1–3                                         | WK-kwalificatie                             |                                             |
| 34                                          | 02.06.2017                                  | Frankrijk – Paraguay                        | 5–0                                         | Vriendschappelijk                           |                                             |
| 35                                          | 09.06.2017                                  | Zweden – Frankrijk                          | 2–1                                         | WK-kwalificatie                             |                                             |
| 36                                          | 07.10.2017                                  | Bulgarije – Frankrijk                       | 0–1                                         | WK-kwalificatie                             |                                             |
| 37                                          | 10.10.2017                                  | Frankrijk – Wit-Rusland                     | 2–1                                         | WK-kwalificatie                             |                                             |
| 38                                          | 11.10.2018                                  | Frankrijk – IJsland                         | 2–2                                         | WK-kwalificatie                             |                                             |

## Erelijst
Franse nationale ploeg
EK Voetbal
verliezend finalist (2016)
 AS Excelsior
Coupe de Réunion2004, 2005
 Olympique Marseille
Europa Leagueverliezend finalist (2018)
1 Lloris  ·
2 Jallet ·
3 Evra ·
4 Rami ·
5 Kanté ·
6 Cabaye ·
7 Griezmann ·
8 Payet ·
9 Giroud ·
10 Gignac ·
11 Martial ·
12 Schneiderlin ·
13 Mangala ·
14 Matuidi ·
15 Pogba ·
16 Mandanda ·
17 Digne ·
18 Sissoko ·
19 Sagna ·
20 Coman ·
21 Koscielny ·
22 Umtiti ·
23 Costil ·
Coach: Deschamps